# Seteluk Atas
Seteluk Atas is een bestuurslaag in het regentschap Sumbawa Barat van de provincie West-Nusa Tenggara, Indonesië. Seteluk Atas telt 2026 inwoners (volkstelling 2010).